# 1816 en France
Chronologie de la France
- 1812
- 1813
- 1814
- 1815
- 1816
- 1817
- 1818
- 1819
- 1820

Cette page concerne l'année 1816 du calendrier grégorien.

## Événements
- Année sans été consécutive à l’explosion du volcan Tambora en Indonésie en avril 1815. Pluies continuelles. Vendanges tardives dans le Nord de la France (24 octobre). Mauvaise récolte entraînant la disette.

### Janvier
- 12 janvier : loi d’amnistie[1]. Elle satisfait les ultras par le bannissement des anciens régicides ayant signé l'Acte additionnel, comme Lazare Carnot, déjà sur la liste du 24 juillet[2]. Ce dernier se rend à Varsovie (6 janvier) puis en novembre à Magdebourg, où il meurt le 2 août 1823[3].
- 19 janvier : loi relative au deuil général du 21 janvier, et à l’érection de monuments publics et expiatoires à la mémoire des victimes royales[1].
- 31 janvier : ordonnance du roi portant création d'un collège royal de marine et de compagnie d'élèves de la marine[4].

### Février
- 22 février : lecture  à la Chambre des députés par le Ministre de la Police Élie Decazes du « testament de la reine », lettre écrite peu avant sa mort par Marie-Antoinette à sa belle-sœur Élisabeth et découverte quelques jours plus tôt[1].
- 29 février : lettre de Wellington signalant au roi Louis XVIII le danger de débats parlementaires mettant en péril « le budget sur lequel toute l’Europe est essentiellement intéressée »[5].
- 29 février : ordonnance royale sur l'instruction primaire.

### Mars
- 9-28 mars : le Margery, un bateau à vapeur acheté à Londres et rebaptisé Élise, traverse la Manche et remonte la Seine jusqu'à Paris. Le 10 avril, il commence un service régulier entre Paris et Elbeuf, la première ligne de navigation à vapeur en France[6].
- 16 mars : traité de Turin avec la Suisse[7].
- 21 mars : ordonnance, contresignée par le comte de Vaublanc et Barbé-Marbois, réorganisant l’Institut et rétablissant définitivement l’Académie française[8] ; 11 membres sont expulsés et immédiatement remplacés.
- 31 mars : des femmes et des enfants s'opposent au départ d'un chariot chargé de sacs de froment à Tressin, dans le département du Nord. Des troubles semblables éclatent au même moment dans la Loire-Inférieure, à Clisson, à Saint-Julien-de-Vouvantes et au Croisic[9].

### Avril
- 13 avril : l'École polytechnique est licenciée pour indiscipline par une ordonnance royale[10], en particulier la promotion 1814 à laquelle appartient Auguste Comte[11].
- 28 avril : loi de finance portant création de la caisse d’amortissement et de la Caisse des dépôts et consignations, pour rétablir le crédit de l'État, après les désordres financiers du Premier Empire[12].
- 29 avril : clôture de la session parlementaire par une ordonnance qui fixe l'ouverture de la session de 1816 au 1er octobre suivant[13].

### Mai
- 4 - 5 mai : échec de la conspiration bonapartiste de Didier à Grenoble en réponse à l’accentuation de l’épuration[14].
- 7 mai : remaniement ministériel. Lainé remplace Vaublanc à l'intérieur. Dambray succède à Barbé-Marbois comme garde des sceaux[15].
- 8 mai : suppression du divorce. Suivant le projet de loi (déposé par le vicomte de Bonald) visant, comme d'autres, à contrecarrer les transformations juridiques et sociales apportées « toutes ces dernières années », la nouvelle Chambre (ultraroyaliste, élue en août 1815, qualifiée alors d'introuvable par le roi agréablement surpris) abolit le droit au divorce par 225 voix contre 11[16]. Les instances en divorce pendantes sont converties en séparation de corps (le divorce est rétabli en 1884.)
- 17 mai : mariage du duc de Berry avec la princesse Caroline de Naples[15].
- 25 mai : à la suite des troubles de Grenoble, une gigantesque visite domiciliaire est organisée à Montauban chez les suspects de Bonapartisme afin de saisir leurs armes. Elle vise avant tout les protestants[2]
- 29 mai : statut des agents de change à la Bourse de Paris, qui rélèevent désormais du ministère des Finances[17]. La côte de la Bourse de Paris comprend alors sept valeurs (38 en 1830, 260 en 1841)[18].

### Juin

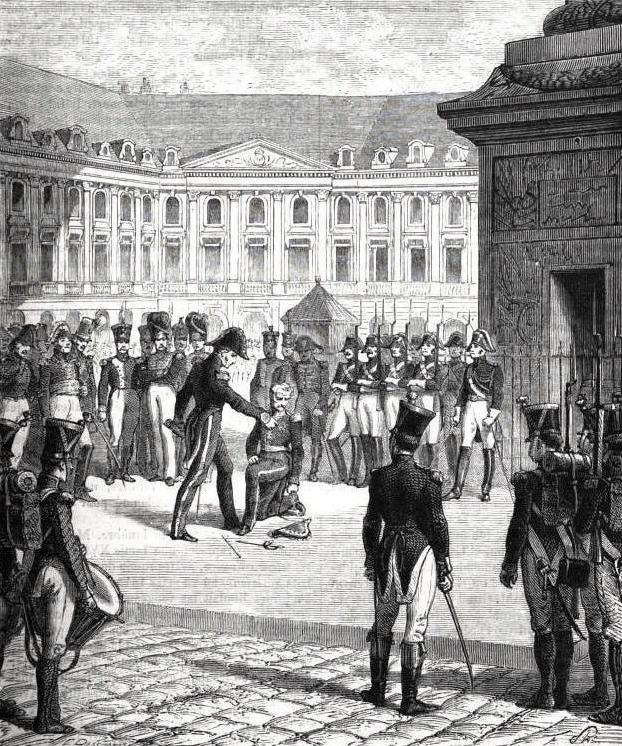
Dégradation du général Bonnaire.

- 8 juin : la déportation et la dégradation de la Légion d'honneur sont infligées au général Bonnaire[19].

### Juillet

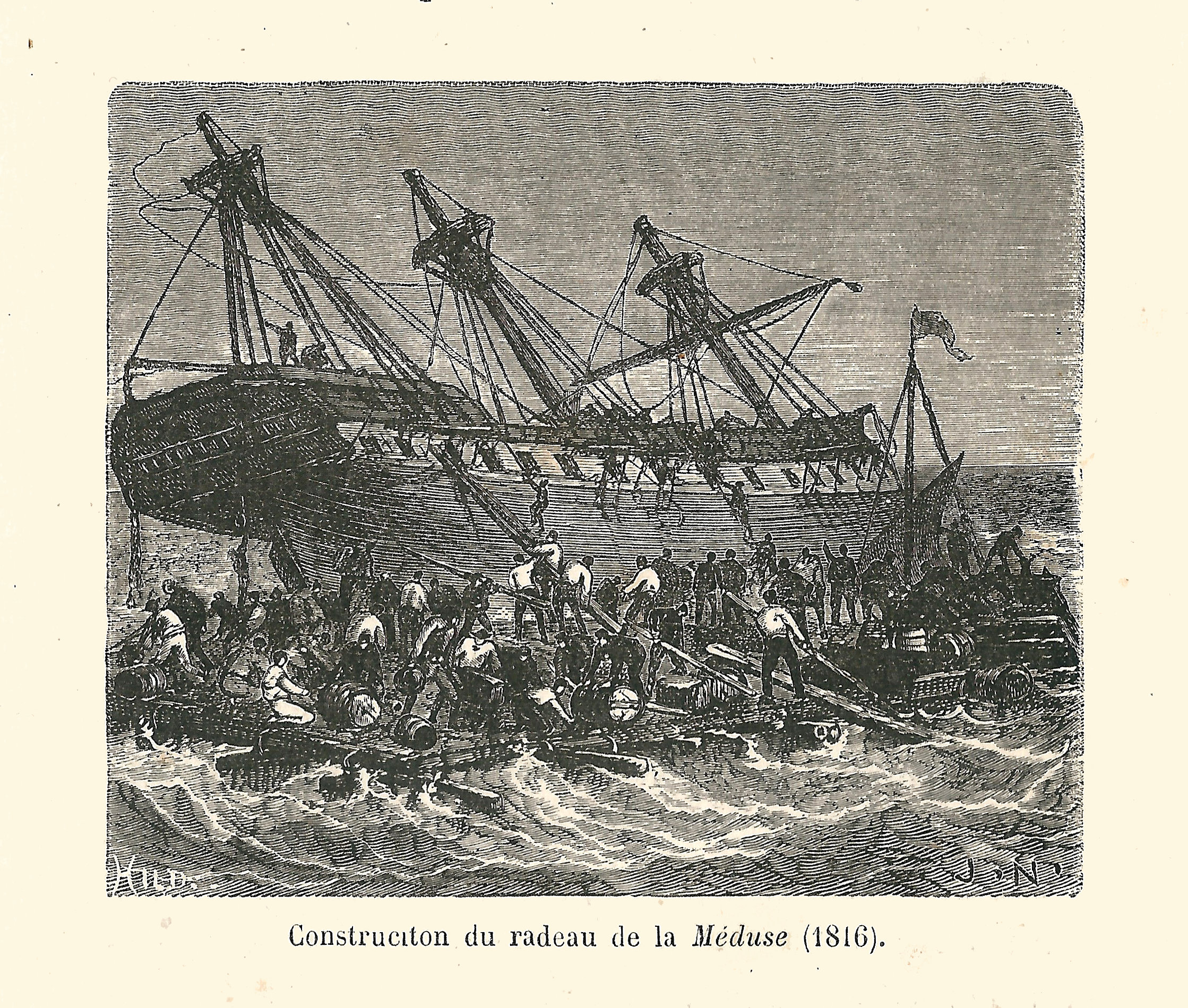
Construction du radeau de la Méduse, gravure de Jules Noël.

- 5 juillet : naufrage de La Méduse, frégate partie de Brest pour rétablir la souveraineté française sur le Sénégal, à cause de l’inexpérience de capitaine, un émigré revenu en 1814. L’équipage et les passagers se répartissent entre les canots et un grand radeau. Une série de fausses manœuvres provoque la rupture des câbles entre le radeau et les canots. Les canots arrivent à bon port (8 juillet). Le 15 juillet, on retrouve sur le radeau 15 survivants sur 150 embarqués. L’affaire est montée en épingle par la presse libérale pour souligner le favoritisme s’exerçant en faveur d’officiers incompétents, mais royalistes[20].
- 13 juillet : des troubles frumentaires éclatent au marché de Castres ; le maire est obligé de faire délivrer le grain au prix exigé[9].
- 17 juillet : ordonnance qui ramène la Garde nationale sous l'autorité du maire dans chaque commune[21]. Le roi cède aux demandes des Alliés et diminue l’autorité de son frère le comte d’Artois qui avait en fait constitué un gouvernement parallèle appuyé sur des gardes nationales soigneusement épurées.
- 27 juillet : le général Mouton-Duvernet est fusillé à Lyon[2].

### Août
- 28 août-22 novembre : conférence de Londres, qui réunit les nations du congrès de Vienne, pour la création ligue maritime internationale contre la traite et la course, sans succès[22]. La France repousse les décisions prises à Londres pour la suppression des corsaires, espérant limiter la puissance maritime de la Grande-Bretagne[23].

### Septembre
- 4 septembre : ordonnance de réorganisation de l'École polytechnique[10].
- 5 septembre : sur les conseils de Decazes, Louis XVIII est contraint de dissoudre la Chambre introuvable[13], dominée par les ultra-royaliste, entrée en conflit avec le ministère du duc de Richelieu, homme de confiance du tsar Alexandre.
- 25 septembre et 4 octobre : élections législatives[2]. Elle se font sous le régime des collèges électoraux et modifient la répartition des tendances à la Chambre : les ultras passent de 350 à 100 députés (élus dans l’Ouest et dans le Midi), les constitutionnels passent de 30 à 150 députés (élus des grandes villes, du Centre et du Nord), les indépendants ou libéraux ont une dizaine de sièges. Le 5 février 1817 la loi électorale est modifiée[13] : les électeurs, réunis au chef-lieu de département forment un collège élisant directement les députés. Pour être électeur, il faut payer 300 francs d’impôts directs (environ 100 000 électeurs). Pour être député, il faut en payer 1000 (15 000 éligibles). Le parti des « doctrinaires » de Royer-Collard et Guizot arrive en tète de la majorité parlementaire. Il défend une certaine limitation de la puissance royale par les Chambres.

### Octobre
- 9, 10, 13 octobre et 16 novembre : émeutes contre la cherté du blé à Vierzon, dirigées par les mariniers du canal du Berry[9].
- 25 octobre-9 novembre : vendanges tardives dans le Nord de la France ; 25 octobre à Bourges et à Volnay, 28 octobre à Dijon, le 9 novembre à Salins[24].
- 25 octobre-juillet 1817 : troubles provoqués par la disette[9].
- 25 octobre : trois cents carriers qui avaient formé le projet de se rendre au marché de La Ferté-sous-Jouarre pour faire baisser de force le prix des blés ne peuvent y parvenir à la suite de l'intervention du maire. Sur le marché de Poitiers, le peuple exige que le boisseau de blé soit taxé à 3 francs ; l'insurrection est réprimée par une charge de cavalerie[9].
- 30 octobre : trois attroupements se forment successivement à Villefranche-de-Rouergue pour s'opposer au départ de charrettes chargées de blé[9].
- 31 octobre :
  - 1 500 forgerons et couteliers s'emparent de trois charrettes de blé à Châtellerault dans la Vienne ; des émeutes éclatent à Lussac le 3 novembre. Douze personnes sont arrêtées et déférées à la cour prévôtale[9].
  - émeutes à Langeac (Haute-Loire)[9].

### Novembre
- 1er novembre : à Vendôme (Loir-et-Cher) des voitures de grains qui traversent la ville sont arrêtées et pillées par 1 000 à 1 200 personnes ; le lendemain, les autorités font protéger le marché par les soldats et les gendarmes. Dans l'Indre, les marchés du début de novembre se déroulent plus grand tumulte[9].
- 4 novembre : séance royale pour l'ouverture de la session parlementaire[15].
- Nuit du 6 au 7 novembre : troubles à Figeac dans le Lot[9].
- 8-11 novembre : insurrection à Toulouse contre l'augmentation du prix des grains. Le peuple empêche les convois de blé de sortir de la ville et enlève le blé en dessous du taux. Après l'intervention des dragons, les émeutiers se barricadent dans le faubourg Saint-Cyprien. Le calme revient le 13 novembre. 34 personnes sont arrêtés, dont des Verdets et des Fédérés[9].
- 13 novembre : à Beauvoir en Vendée, une bande de paysans s'oppose à une expédition de grains sur Bayonne et Marseille ; la libre circulation des grains est entravée dans la région[9].
- 14 novembre :
  - la population empêche un embarquement de grains pour Bordeaux à Paimbœuf[9].
  - tumultes sur les marchés de Mayenne et de Laval ; la gendarmerie doit intervenir[9].
- 15 novembre : nouvelles émeutes en Haute-Loire à Langeac (14-15 novembre) et à Brioude[9].
- 18 novembre : 
  - deux hommes sont blessés par la troupe lors d'une émeute à Vitré en Ille-et-Vilaine. Plus tard on attaque des blatiers à Fougères[9].
  - manifestation contre le prix des denrées à Sablé-sur-Sarthe[9].
- 20 novembre : mouvement populaire à Niort contre les transports de grains[9].
- 21 novembre : émeute à Château-Gontier ; la foule oblige la municipalité à taxer le grain[9].

### Décembre
- 14 décembre : les soldats de la garnison de Lille, suivis par une grande partie de la population, obligent plusieurs marchands à vendre leurs pommes de terre à moitié prix[9].